# Tsugi
Tsugi est un mensuel français sur les nouvelles tendances musicales, dont la première parution date de 2007. Il est fondé par des journalistes, issus de la presse musicale, qui ont fondé l'entreprise Détroit Média afin de l'éditer. Cette entreprise se diversifie en organisant des soirées en particulier d'electro, notamment au Trabendo, et en créant la webradio Tsugi Radio. D'abord propriété du groupe Détroit Media, le magazine est racheté en 2018 par le groupe français So Press, qui souhaitait élargir le champ des publications avec la création d'un pôle musique.

## Histoire

### Création (2007)
Tsugi est fondé en 2007 par une partie de l'ancienne équipe du magazine Trax, consacré aux musiques électroniques, alors que ce dernier traverse une période de crise. Racheté par Technikart, il cesse même brièvement sa publication. Prennent la tête de Tsugi, Patrice Bardot, dans la fonction de rédacteur en chef, et Alexis Bernier, ex-journaliste de Libération, dans celle de directeur de la publication.
Le mensuel est lancé avec la constitution de l'entreprise Détroit Media, dont Alexis Bernier détient la majorité des parts. Elle a été montée avec un capital de 150 000 € rassemblés par douze personnes, dont cinq journalistes. En pleine crise du disque, Détroit Media n'a pas seulement pour but d'éditer le magazine. Alexis Bernier détaille à Mediapart en 2008 : « Le principe a été de créer un univers autour du mensuel, avec un CD douze titres à chaque numéro, un site internet et des soirées. Chaque pôle de cet univers décline la même démarche éditoriale et permet de gagner de l'argent: dans notre business plan, les soirées mensuelles représentent ainsi 20%.»,.
En s'appuyant sur l'appétence de l'équipe pour la musique électronique, « l'idée, c'était de faire un magazine qui parle de toutes les musiques pointues et actuelles [...]. On s'intéresse aussi bien à l'électro, qu'au rock, à la pop et au hip-hop aussi », explique Patrice Bardot en 2012. Le titre du magazine est choisi en référence à l'adjectif invariable japonais 次 qui signifie « prochain » ou « suite ». Il se définit comme « un journal qui parle de nouvelles tendances musicales ».

### 2008–2017
Le magazine organise pour son premier anniversaire, le 8 octobre 2008 à La Locomotive, à Paris, un concert au cours duquel se produisent les musiciens français d'electro Agoria et Danton Eeprom, ainsi que le groupe Housse de Racket,. Tsugi vend alors près de 9 000 numéros par mois en kiosque en France, ainsi que 1 000 en Belgique et en Suisse, et compte quelque 1 000 abonnés, d'une moyenne d'âge de 22 ans. En 2008, Détroit Media peut ainsi salarier cinq personnes pour le magazine et son site Web et décide de créer un autre magazine en juillet de cette même année : le bimestriel de reggae Reggae Vibes dirigé par Gilbert Pytel, ex-rédacteur en chef de Ragga Magazine,.
En 2010, son rédacteur en chef Patrice Bardot se lance parallèlement, avec Didier Varrod, dans la création d'un nouveau magazine, Serge, consacré à la chanson française, et également édité par Détroit Media. Le titre cesse sa parution moins de deux ans plus tard, pendant que le directeur de la publication Alexis Bernier, via Détroit Média, prend en partie la gestion du Trabendo, une salle de concert parisienne, qui rouvre ses portes après quinze mois de fermeture,. Ces soirées au Trabendo se déroulent parfois via des partenariats comme avec Arte, qui dure au moins jusqu'en 2018,.
Le 7 mai 2010, Tsugi fête les 25 ans de La Géode, à Paris, en organisant une soirée dans la salle et dans le hall. Plusieurs artistes s'y produisent: Laurent Garnier, Étienne de Crécy, Gilb'R et Ark.
Pour célébrer ses 10 ans et sa centième parution, le magazine sort un numéro spécial comprenant les interviews des artistes suivants : Laurent Garnier, Jacques, Étienne Daho, Flavien Berger, Carl Craig et Nina Kraviz. À cette occasion, Tsugi organise des concerts, en avril 2017, au Parc de la Villette, en accueillant entre autres Vitalic, Laurent Garnier, Michael Mayer, Frànçois & The Atlas Mountains, Django Django. Le quotidien L'Humanité relève alors que Tsugi « a su trouver son modèle original dans un contexte de grande difficulté pour la presse magazine et plus encore pour la presse musicale ».

### Rachat par So Press (2018)
En mars 2018, Détroit Média est racheté par So Press, groupe de presse français qui édite entre autres So Foot et Society. Par ce rachat, le groupe récupère ainsi le mensuel Tsugi, qui tirait jusque là à 24 700 exemplaires, son site Internet et la radio numérique du même nom, mais également la co-gestion du Trabendo. Le chiffre d'affaires de Détroit Media se monte alors à 2,2 millions d'euros. Pour le directeur général de So Press, Eric Karnbauer, il s'agit de renforcer le pôle musique et « entertainment » du groupe.
À l'issue de cette transaction Alexis Bernier, président de Détroit Média, prend une petite partie du capital de So Press et Détroit Média est intégré à 100% à So Press. Alexis Bernier est aussi chargé d'animer ce nouveau pôle musique de So Press. Le patron de So Press, le français Franck Annese, ajoute : « Le rapprochement s'est fait d'une commune intention : ils fêtaient leurs dix ans et souhaitaient franchir un palier, s'adosser à un groupe pour avoir un peu plus de moyens. »
Avant ce rachat, Franck Annese estime en 2015 que Tsugi appartenait à la presse culturelle qui avait essayé de « trouver une autre approche, élargir le champ de leurs investigations, raconter la musique en story » face au changement de consommation des produits culturels. Commentant cette acquisition d'un « magazine musical qui s’est imposé en dix ans », Le Monde précisait que la rédaction de Tsugi réalisait aussi les pages musique du quotidien Libération.
En 2019, le rédacteur en chef de Tsugi, Patrice Bardot, cosigne dans Libération la tribune « Overdose d'ecstasy en club : moins de répression, plus de prévention». Auprès d'« artistes, organisateurs de soirées, professionnels de la musique et de la nuit, acteurs de la prévention, élus des villes concernées et membres du public », il «dénonce les fermetures des établissements de nuit après des cas d'overdose et demande de passer d' une obligation de résultat inique, qui se résume à fermer les lieux, à une obligation de moyens contraignante en termes de prévention et de sécurité ».

### Depuis 2020
La crise économique liée à la pandémie de Covid-19 entraîne la suspension de la parution du titre pendant au moins un mois, en avril 2020. Pendant le premier confinement, pour pallier la fermeture des clubs et des salles de concert, le magazine lance un événement musical en ligne, Maison Tsugi Festival, auquel participent Scratch Massive, Hot Chip, les Limiñanas, Yuksek, Arnaud Rebotini ou encore Marc Cerrone. Des mix de DJ en live sont ainsi visibles en live sur la page Facebook de Tsugi, ainsi que via la webradio de Tsugi,. « J’ai réalisé dès le début que le streaming en confinement allait exploser chez les artistes et je me suis dit pourquoi ne pas leur donner une capacité de diffusion plus grande », indique alors Sylvain Di Cristo, rédacteur en chef du site du magazine.
La crise sanitaire a pour conséquence d'annuler les rassemblements festifs et les festivals, ainsi que de fermer les clubs et les salles de concerts. Ce qui pénalise la presse musicale. L'événementiel et les partenariats, « cela représente près de 70% de nos ressources publicitaires », se désole Patrice Bardot, confronté à leur baisse. Il nuance : «Les lecteurs ont quand même suivi. On n’a pas eu de baisse de diffusion du magazine. »
Le 4 novembre 2020, l'équipe du magazine sort aux éditions Marabout un beau livre, pesant 1,78 kg et intitulé Electrorama, 30 ans de musique électronique française. Dans la préface qu'il signe, Laurent Garnier, DJ pionnier de la techno en France, remercie l'équipe de Tsugi pour lui « avoir donné l'occasion de coucher ces quelques lignes » ,,. Un livre pour « se promener dans la forêt de l’électro française trop souvent cachée derrière l’arbre Daft Punk », souligne un journaliste de l'AFP.

## Contenu
À sa sortie en 2007, le magazine est vendu chaque mois avec un CD qui compile des morceaux d'artistes reconnus ou n'ayant pas signé avec une maison de disques. Pour les deux ans de Tsugi, c'est un mix du groupe français Air qui est contenu sur le disque avec les artistes suivants : Mos Def, Au Revoir Simone, Adam Green, Arnaud Fleurent-Didier, MGMT, CocoRosie, Suicide, Michel Houellebecq, Passion Pit...
La première une est consacrée aux musiciens électro français Miss Kittin & The Hacker. De sa création jusqu'en 2014, Tsugi a en grande majorité mis des hommes en couverture, parmi les femmes on trouve Ebony Bones et Jennifer Cardini. À moins de faire appel aux maisons de disques pour leur fournir des photos, le magazine essaie de produire lui-même ses couvertures.
Reflet de la volonté de Tsugi de montrer qu'il ne couvre pas exclusivement la musique électronique, la couverture d'avril 2009 avec le musicien brésilien Gui Boratto porte pour la première fois la mention « Le magazine défricheur de musiques ».
Via son rédacteur en chef, Tsugi définissait ainsi sa ligne éditoriale en 2012 : « On essaie au fur et à mesure d'apporter quelque chose qu'il ne pas va pas trouver sur Internet de dépasser le cadre classique des portraits et des chroniques de disques qu'on peut retrouver gratuitement, des belles photos ou des reportages exclusifs, comme le rock indépendant chinois. »
Ancien chroniqueur de musiques électroniques dans Libération, le journaliste et fondateur d'Act Up-Paris Didier Lestrade écrit dans ses Chroniques du dance floor : « Quand je lis des chroniques de disques aujourd'hui, dans des magazines comme Tsugi, je suis émerveillé du degré d'érudition des journalistes, ils font du name dropping, mais ils connaissent vraiment leur sujet.»
Parmi les contributeurs au magazine, figurait le dessinateur Luz, fan de concerts et de festivals, également collaborateur à Charlie Hebdo.

## Tsugi Radio
Tsugi lance une webradio le 12 octobre 2015 avec Antoine Dabrowski comme directeur d'antenne. Ce dernier expliquait ainsi sa création : « On a fait le constat que dans le paysage audiovisuel, l’espace consacré à la musique underground, pointue ou de découverte se réduit comme peau de chagrin. Paradoxalement, ces musiques remplissent de plus en plus les festivals. » Au bout de cinq mois d'existence, la webradio, qui revendique alors 3.000 auditeurs en moyenne par jour, sollicite de l'argent via le site de financement KissKissBankBank et parvient à récolter 7 025 euros.
Tsugi Radio diffuse de la musique (électro, indie, pop, rock et hip-hop), des émissions avec des chroniqueurs et des live en direct de musiciens et de DJ,. Cette webradio contribue également à la rubrique musicale de Libération le week-end.
En 2019, les studios de la webradio emménagent dans l'une des vingt-six Folies du Parc de la Villette, à Paris, avec l'artiste Kiddy Smile invité à inaugurer ces nouveaux locaux. Antoine Dabrowski y présente depuis son émission Place des fêtes, Nico Prat L'Apéro Tsugi et Jean Fromageau la quotidienne Confie-nous tout,.
Fin septembre 2020, des bars et des restaurants obligés de fermer en France à cause de la pandémie de Covid-19 décident de passer des sets de DJs réalisés en direct sur Tsugi Radio pour protester contre la politique du gouvernement.